# Église anglicane d'Amérique du Sud
L'Église anglicane d'Amérique du Sud (en espagnol : Iglesia Anglicana de Sudamérica) est une province ecclésiastique de la Communion anglicane fondée en 1981. Elle est aussi membre du Conseil œcuménique des Églises et du Conseil latino-américain des Églises.

## Histoire
L'Église a commencé comme une mission en Patagonie, dans les années 1840. La Société missionnaire pour l'Amérique du Sud aida les émigrants britanniques de la région à développer des aumôneries.
En 1981, les cinq diocèses d'Argentine (comprenant à l'époque l'Uruguay) d'Argentine du Nord, du Chili, du Paraguay et du Pérou et Bolivie sont réunis au sein de la province ecclésiastique de l'Église anglicane du Cône sud de l'Amérique. Celle-ci prend son nom actuel en septembre 2014.
En 1988, l'Uruguay est séparé du diocèse d'Argentine, cependant que sont créés les diocèses de la Bolivie et du Pérou. La province est ainsi composée de sept diocèses. Enfin en novembre 2018, le diocèse du Chili est divisé en quatre nouveaux diocèses qui forment une nouvelle province ecclésiastique séparée de celle d'Amérique du Sud.

## Organisation
La province compte actuellement six diocèses.
| Territoire | Diocèse                            | Évêque             | Siège        |
| ---------- | ---------------------------------- | ------------------ | ------------ |
| Argentine  | Diocèse d'Argentine                | Brian Williams     | Buenos Aires |
| Argentine  | Diocèse d'Argentine septentrionale | vacant             | Salta        |
| Bolivie    | Diocèse de Bolivie                 | Walter Toro        | Cochabamba   |
| Paraguay   | Diocèse du Paraguay                | vacant             | Asuncion     |
| Pérou      | Diocèse du Pérou                   | Jorge Luis Aguilar | Lima         |
| Uruguay    | Diocèse d'Uruguay                  | Daniel Genovesi    | Montevideo   |